# Friedrich Heinrich (Oranien)

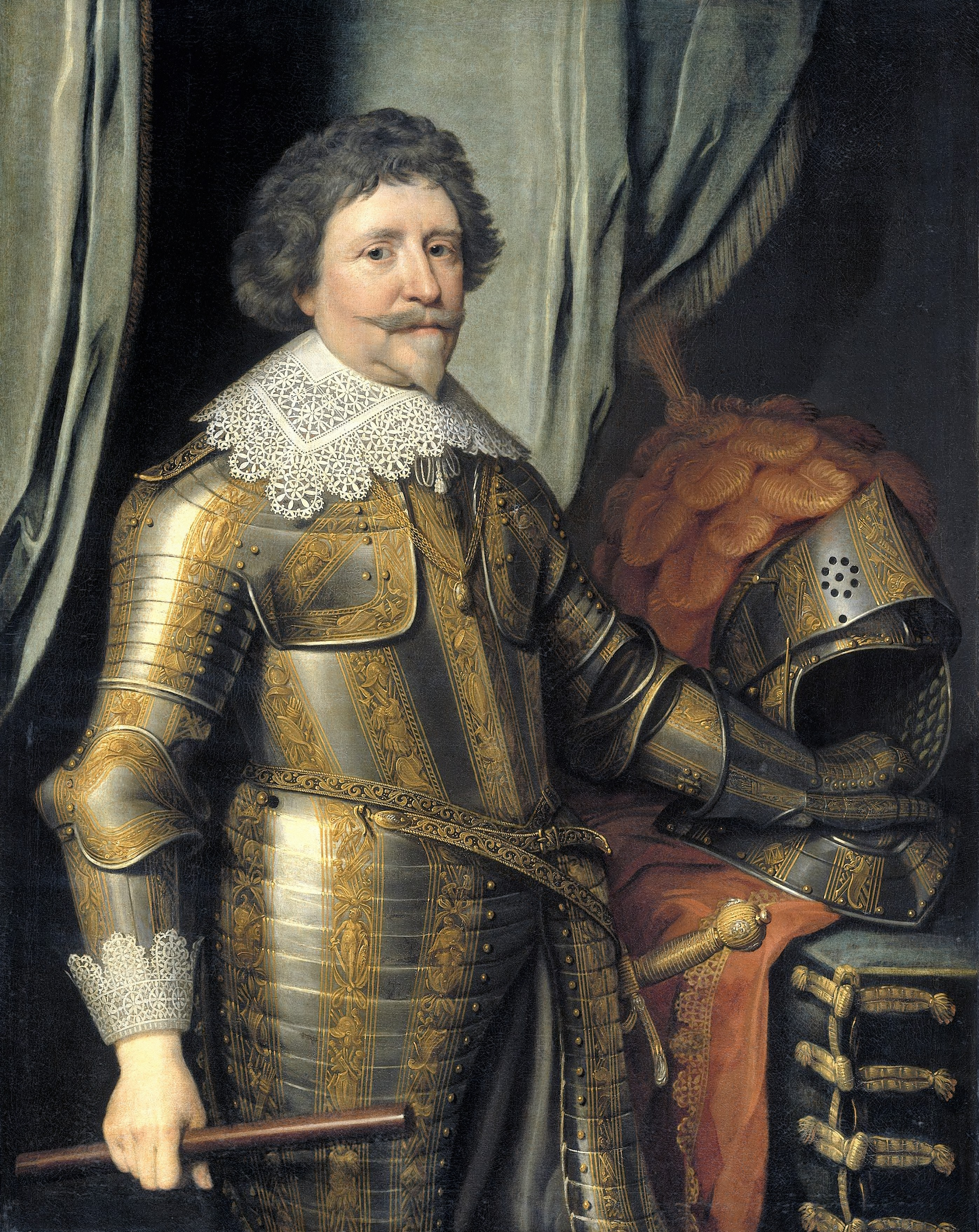
Friedrich Heinrich von Oranien (Gemälde von Michiel van Mierevelt, 1632/40), Rijksmuseum Amsterdam

Friedrich Heinrich Prinz von Oranien (niederländisch Frederik Hendrik van Oranje; * 29. Januar 1584 in Delft; † 14. März 1647 in Den Haag) entstammte dem Haus Oranien-Nassau und war von 1625 bis zu seinem Tod Statthalter der Vereinigten Niederlande.

## Leben

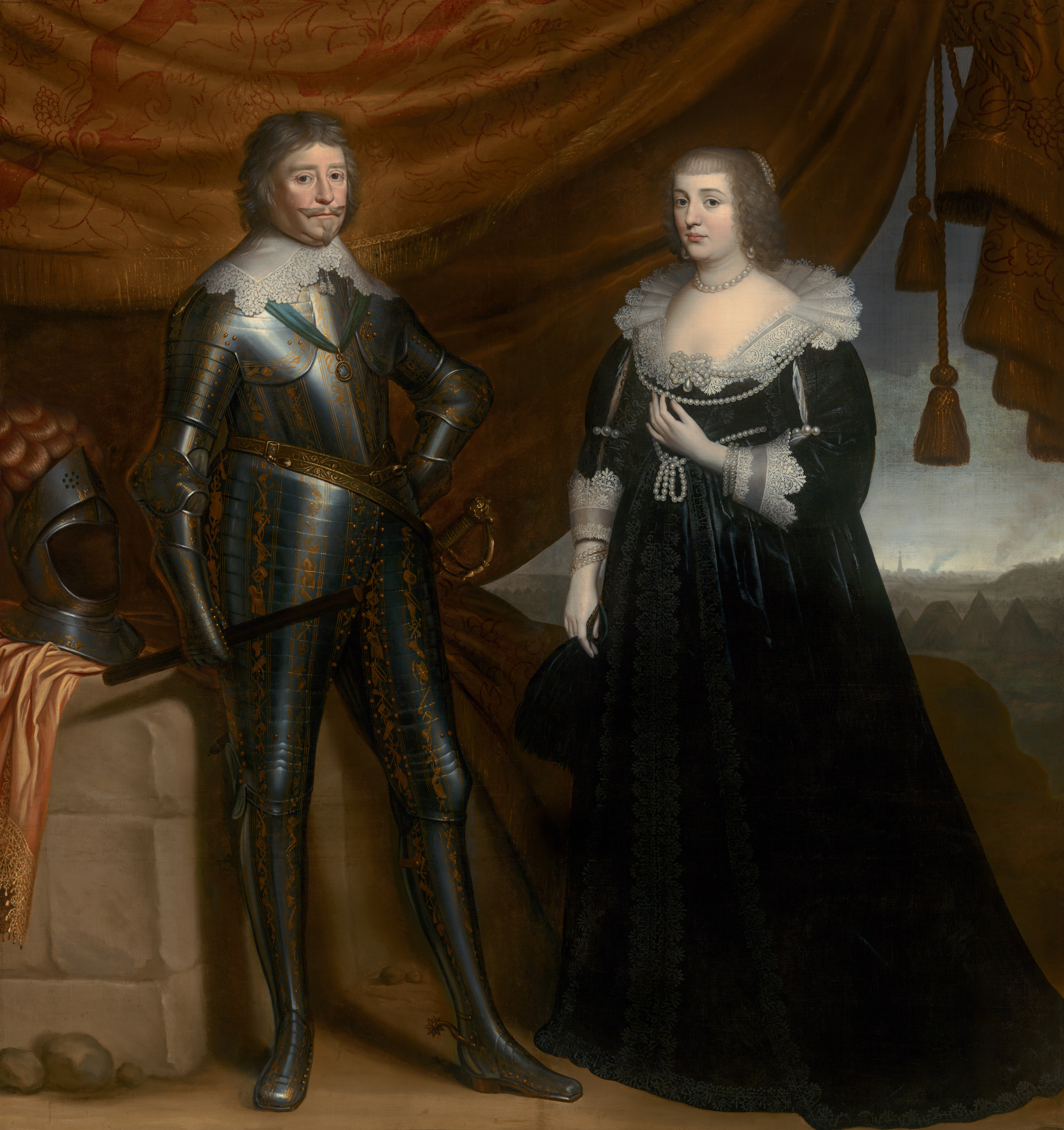
Friedrich Heinrich mit seiner Frau Amalie (Gemälde von Gerrit van Honthorst, 2. Viertel des 17. Jahrhunderts), Mauritshuis

Friedrich Heinrich, 1614

Er war der jüngste Sohn Wilhelms I. von Oranien und Vater von Wilhelm II. von Oranien, beide ebenfalls Statthalter der Niederlande. Seine Tochter Luise Henriette von Oranien heiratete seinen Großneffen Friedrich Wilhelm von Brandenburg, den Großen Kurfürsten.
Nach dem Tod seines älteren Bruders Moritz von Oranien folgte Friedrich Heinrich ihm 1625 als Statthalter der Niederlande nach. Er kämpfte während des Achtzigjährigen Krieges gegen die Spanier für die Unabhängigkeit der Niederlande. Ihm gelang es 1625 nicht, der belagerten Stadt Breda Entsatz zu bringen. Wegen seiner Erfolge bei der Eroberung von befestigten Städten (vor allem 1627 Grol, 1629 Herzogenbusch und 1632 Maastricht) bekam er das Epitheton: „Städtebezwinger“ (stedendwinger). Auf diplomatischer Ebene schloss er mit der Hilfe des niederländischen Gesandten François van Aerssen Bündnisse mit Dänemark, Schweden und Frankreich gegen Spanien. Dänemark trat maßgeblich auf sein Betreiben in den Dreißigjährigen Krieg ein, Gustav Adolfs Feldzüge unterstützte er ab 1631 finanziell. Friedrich Heinrich selbst hielt sich aber weitestgehend aus den Kämpfen des Dreißigjährigen Krieges heraus.
Innenpolitisch erreichte er eine Machtfülle, weil er das Amt eines Kapitän-Generals aller Truppen mit der Statthalterschaft sämtlicher Provinzen vereinte. Er wurde sehr reich. Zudem verheiratete er seine Nachkommen mit europäischen Herrscherhäusern. Sein monarchisches Auftreten, das sich auch in Schlossbauten wie Huis Honselaarsdijk, Huis ter Nieuburch und Huis ten Bosch sowie in dem Umbau von Paleis Noordeinde äußerte, rief wiederholt Widerstand in den Generalstaaten und bei den selbstbewussten Amsterdamer Stadtregenten Andries Bicker und Cornelis de Graeff hervor, die sich jedoch nie durchsetzen konnten.

## Nachkommen
Friedrich Heinrich heiratete Amalie zu Solms-Braunfels (1602–1675), Tochter des Grafen Johann Albrecht I. zu Solms-Braunfels (1563–1623) und dessen Ehefrau Agnes zu Sayn-Wittgenstein. Er betrieb eine sehr erfolgreiche Heiratspolitik, indem er durch die Verheiratung seiner legitimen Nachkommen zahlreiche nützliche Bande knüpfte:
- Wilhelm II. (* 27. Mai 1626; † 6. November 1650)
- Louise Henriette (* 7. Dezember 1627; † 18. Juni 1667)

⚭ 7. Dezember 1646 mit Kurfürst Friedrich Wilhelm von Brandenburg (1620–1688)
- Henriette Amalia (* 26. Oktober 1628; † Dezember 1628)
- Elisabeth (*/† 4. August 1630)
- Isabella Charlotte (* 28. April 1632; † 17. Mai 1642)
- Albertine Agnes (* 9. April 1634; † 24. Mai 1696)

⚭ 2. Mai 1652 mit Fürst Wilhelm Friedrich von Nassau-Dietz (1613–1664)
- Henriette Catharina (* 10. Februar 1637; † 4. November 1708)

⚭ 1659 mit Fürst Johann Georg II. von Anhalt-Dessau (1627–1693)
- Heinrich Ludwig (* 30. November 1639; † 29. Dezember 1639)
- Marie Henrietta (* 5. September 1642; † 20. März 1688)

⚭ 23. September 1666 mit Pfalzgraf Ludwig Heinrich von Simmern (1640–1674)

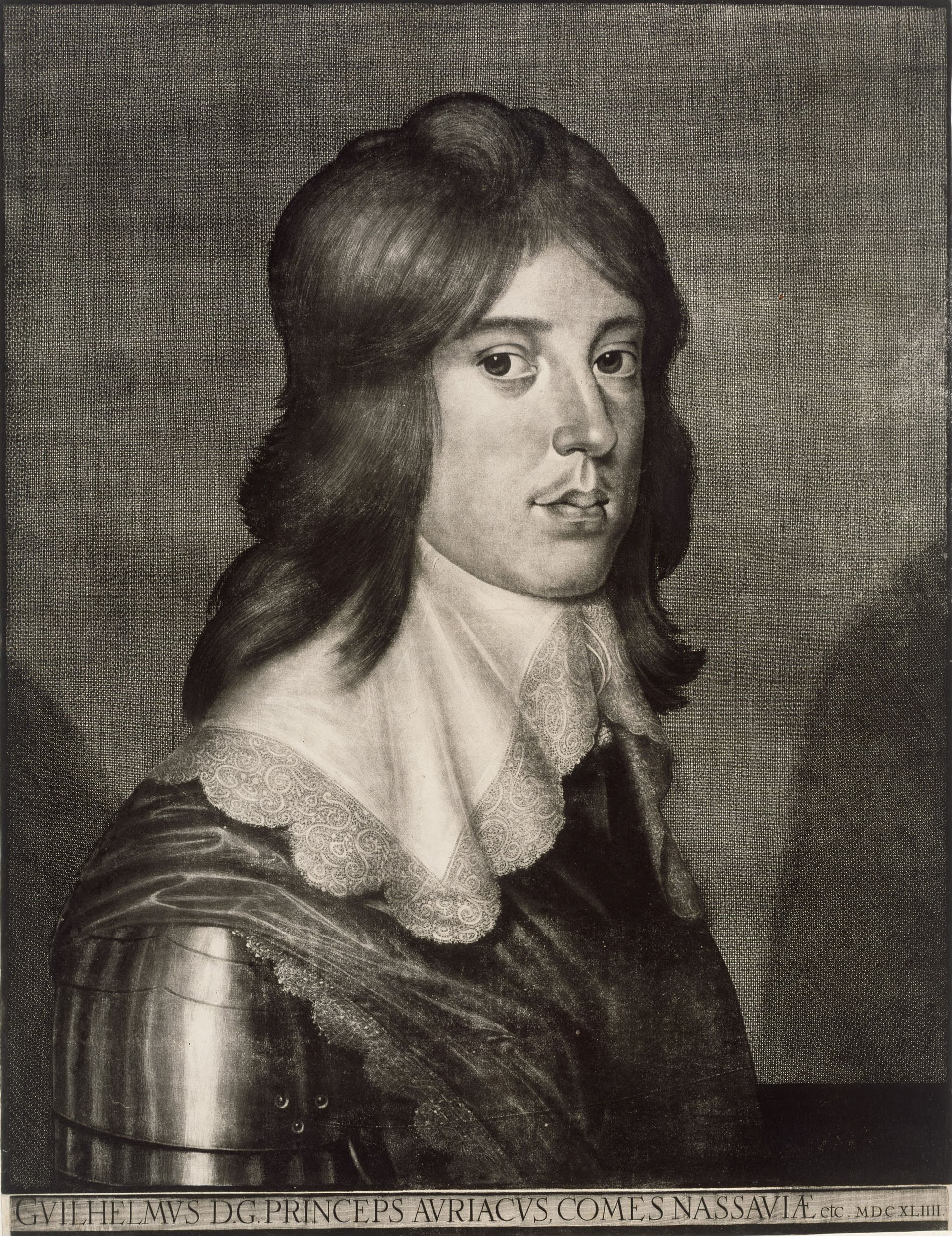
Wilhelm II. von Oranien-Nassau
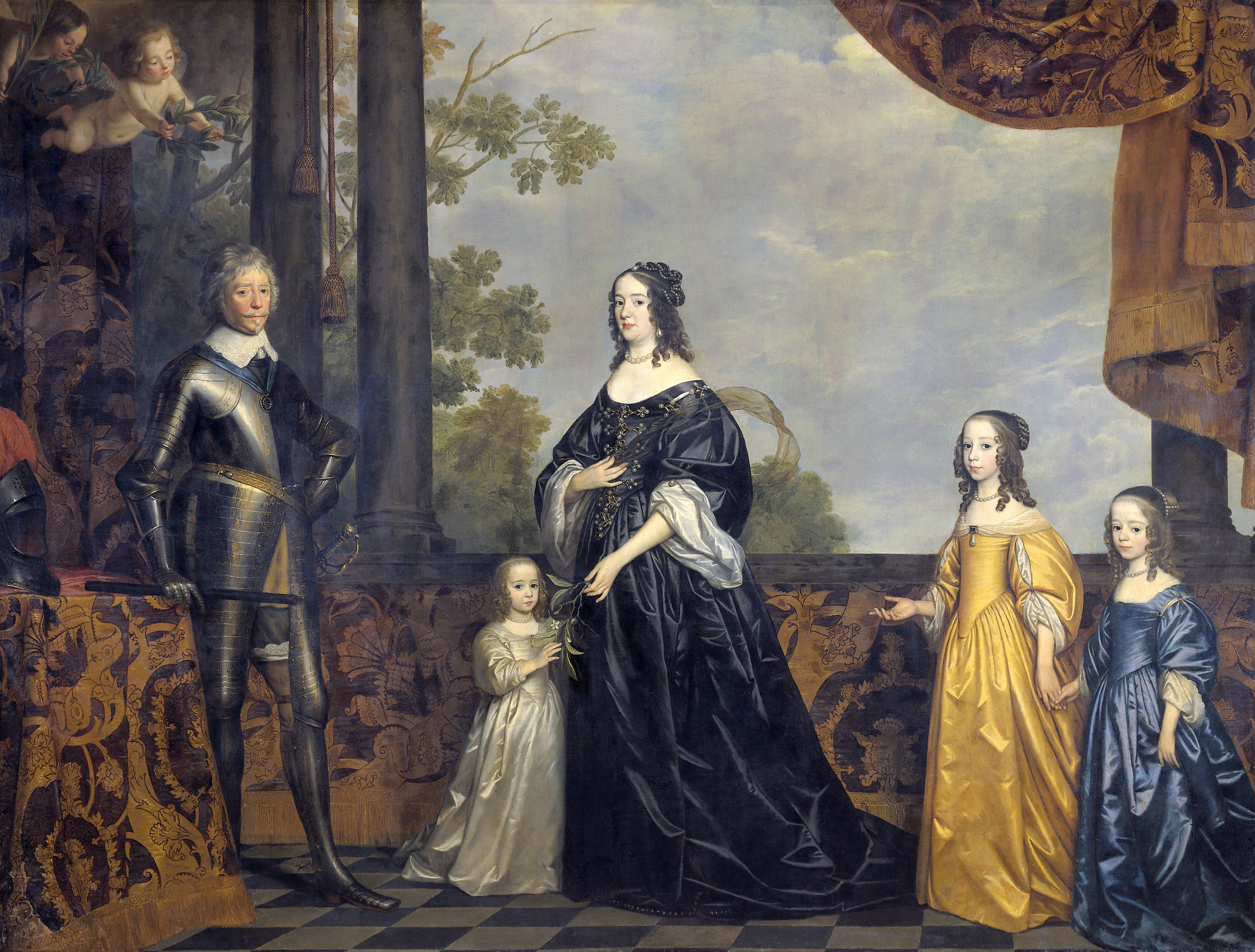
Porträt von Gerrit van Honthorst: die Familie Oranien-Nassau
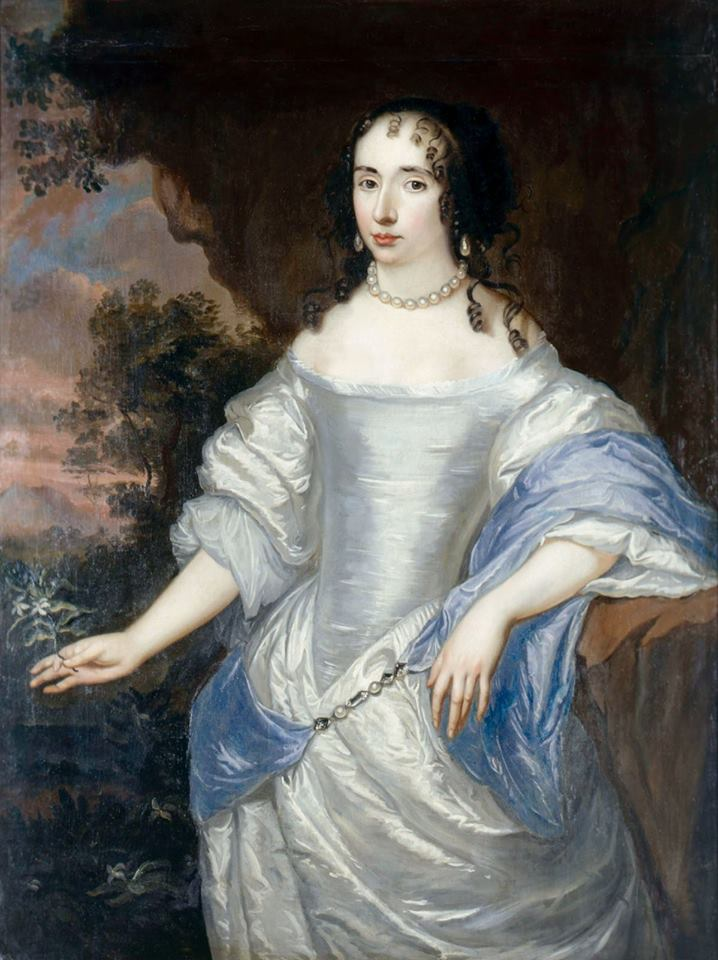
Louise Henriette, spätere Kurfürstin von Brandenburg